# Передвижная церковь

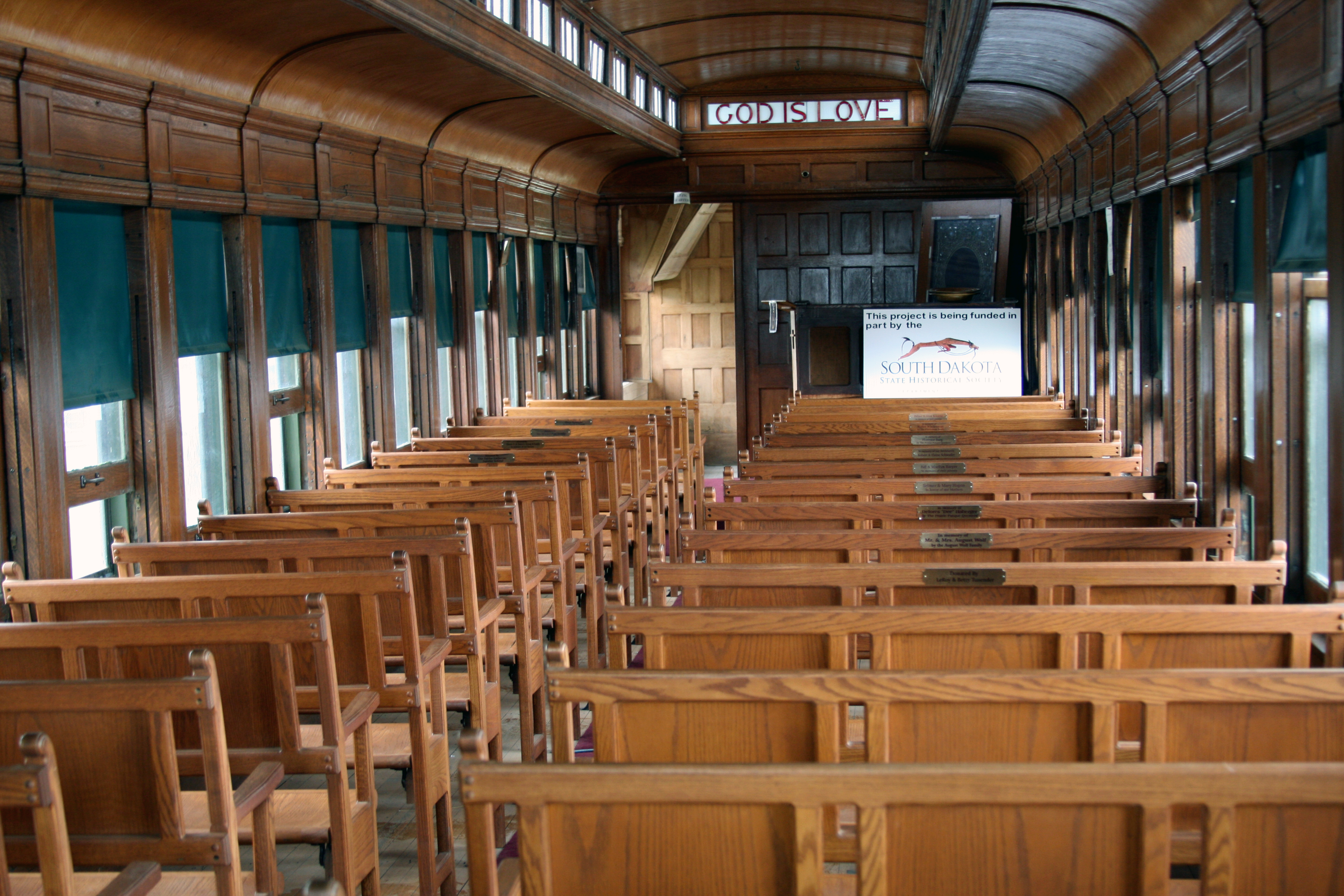
Салон баптистского вагона-храма «Эммануэль» в США

Передвижной храм (походный храм, вагон-храм, вагон-церковь) — изделие, сооружение, предназначенное для совершения богослужений и религиозных обрядов во время походов и для окормления верующих не имеющих сооружений по месту жительства, имеющее возможность к передвижению на определенное расстояние, к примеру, между населёнными пунктами на путях движения.
Используются с целью дать возможность отправления культовых обрядов для христиан, не имеющих своего храма и священнослужителя.
Сборные храмы также могут находиться на месте реконструируемого, строящегося храма, когда нет возможности проводить богослужение в основном храме. Распространены в христианстве, в том числе в православии.

## Православие

### Передвижные храмы на гужевой тяге
Первый православный передвижной (походно-улусный) храм во имя Воскресения Христова был построен в 1724 году для принявшего православную веру внука калмыцкого хана Аюки-хана Баксадая-Дорджи (Петра Тайшина).
В конце XIX — в начале XX веков в малонаселенных частях Российской империи, например в Олонецкой губернии, были распространены передвижные храмы. Богослужение при этом проходило не в самом храме, в заранее приготовленном доме и продолжалось 2 — 3 дня

.

### Плавучие храмы

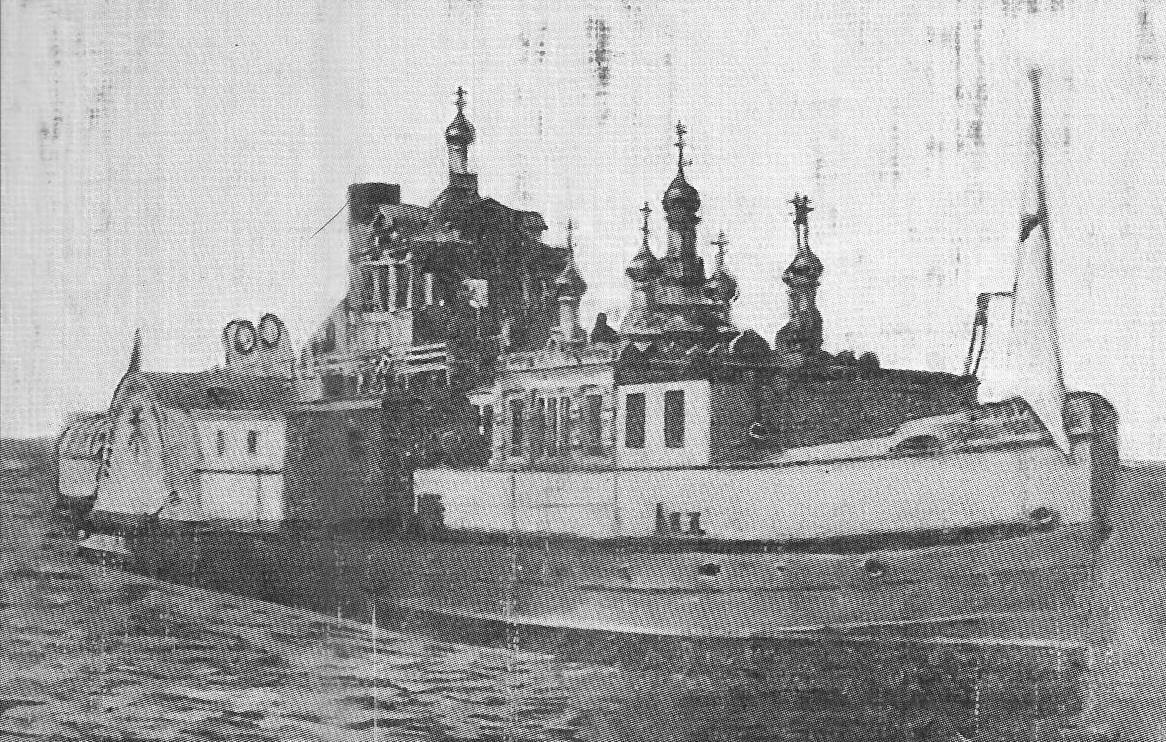
Плавучая церковь Николая Чудотворца.

Первый плавучий православный храм в Российской империи был создан на Волге по предложению астраханского мещанина Н. Е. Янкова в 1910 году — это был переоборудованный пароход-буксир «Пират», построенный в Англии в 1858 году.
Плавучая церковь получила имя святителя Николая Чудотворца.
В настоящее время традиция плавучих церквей была возрождена на Дону и Волге в 1990-х — 2000-х годах существовали плавучие храмы «Святитель Иннокентий» (на базе плавдебаркадера),, «Святитель Николай» (на базе баржи), «Князь Владимир» (на базе буксира), «Святой Владимир» (на базе судна «Олекма»)
В Новосибирске действует благотворительная плавучая церковь «Святой апостол Андрей Первозванный», совершающая рейсы по Оби
.
Суда «Святой Николай», «Атаман Атласов», «Владыка Зосима» (катер «Портовик № 10») работают в качестве плавучих церквей в Якутии на реках Лена, Алдан и Вилюй.В
В сентябре 2013 года плавучая часовня во имя Святителя Николая Мирликийского Чудотворца появилась на месте слияния Оби и Иртыша в Ханты-Мансийский автономный округ - Югра. Высота ее составляет 8 метров и вес 10 тонн. 

### Вагоны-храмы

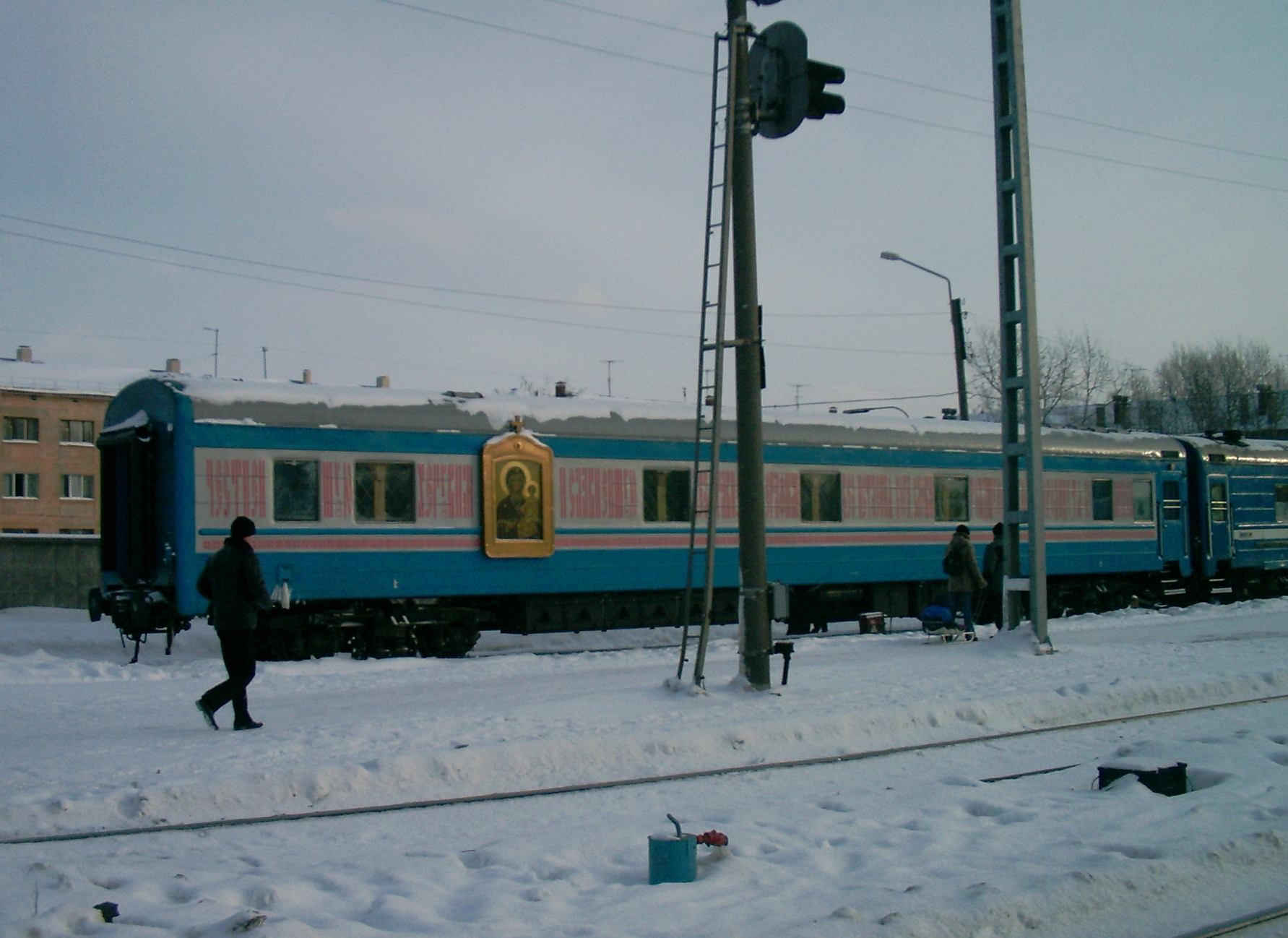
Вагон-храм Русской православной церкви.

С развитием железнодорожного транспорта в России появились первые вагоны-храмы. Вначале это были сборные храмы, перевозимые по железной дороге, а к 1890 году появились и специальные вагоны-храмы.
В 1896 году на Путиловском заводе был построен вагон-храм для работы на Западно-Сибирской и Средне-Сибирской железных дорогах. Были вагоны-храмы и на Николаевской, Закаспийской, Среднеазиатской, Мурманской железных дорогах. С 1898 года работал Церковь-вагон Полесских дорог Виленской епархии.
В 2000 году в капитально отремонтированном на Воронежском вагоноремонтном заводе вагоне был открыт передвижной храм-вагон в честь Смоленской иконы Божией Матери «Одигитрия» (Путеводительница)
В настоящее время вагоны-храмы работают на Северной, Октябрьской, Восточно-Сибирской и других железных дорогах.
В 2002 году руководство ОАО «Российские железные дороги» передало в дар Новосибирской епархии вагон-церковь во имя святителя Николая Мирликийского.
В 2005 году Восточно-Сибирская железная дорога передала в дар Иркутской епархии вагон-церковь, освященный во имя Святого Иннокентия
Существуют также специальные вагоны-храмы для перевозки частей мощей православных святых.
Кроме того, имеются вагоны-храмы и у других епархий Русской православной церкви.

### Передвижные храмы на базе автомобилей

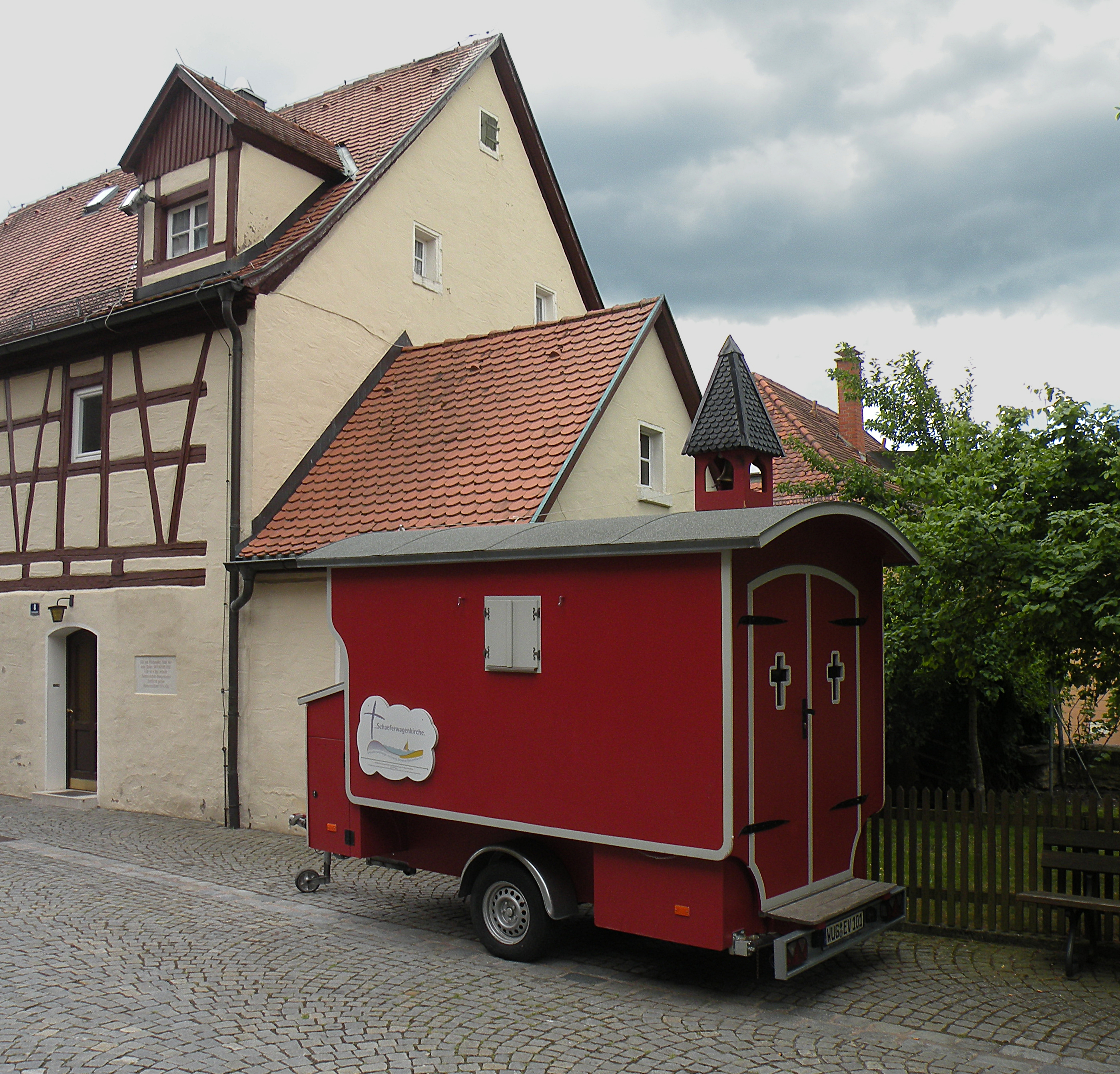
Передвижной протестантский дом молитвы для обслуживания пастухов на пастбищах. Франкония.

В 2003 году появились храмы Архистратига Михаила и прочих честных Небесных Сил бесплотных на базе автомобильного прицепа производства Донецкого автозавода, а также Покрова Пресвятой Богородицы на базе троллейбусного прицепа.
В 2006 году создана «церковь на колёсах» во имя иконы Божией Матери «Живоносный источник» Оптиной пустыни.
В 2006 г. создана сборная церковь в честь праздника «Покрова Пресвятой Богородицы» для передачи в дар сербскому народу.
В 2009 году на базе автомобиля «Камаз» был создан передвижной военно-полевой храм для российской армии
.
В 2011 году на базе автомобиля ЗИЛ-131 для нужд верующих заключенных Красноярского края был создан передвижной храм во имя священномученика Амфилохия, епископа Красноярского.
В 2011 году был освящен храм Сыктывкарский и Воркутинский епархии в честь Архистратига Божиего Михаила на базе прицепа. Он был создан для нужд верующих, проживающих в труднодоступных местах республики Коми

### Самолёты и вертолёты
Православная церковь для проведения богослужений (крестные ходы) использует также арендованные у авиакомпаний самолеты и вертолеты, оборудованные храмовой утварью.

### Десантируемые мобильные храмы
В марте 2012 года официальный представитель управления пресс-службы Минобороны России по ВДВ Александр Кучеренко сообщил о предложении РПЦ о включении в штат вооружений и боевой техники Воздушно-десантных войск России мобильных «надувных храмов-палаток», которые можно будет десантировать с самолётов.
Кроме православных мобильных храмов существуют и передвижные храмы в других конфессиях, например в протестантизме. В иудаизме и исламе подобия передвижных церквей служат для целей ознакомления с основами религий.